# Burnsville (Virginia Occidental)
Burnsville es un pueblo ubicado en el condado de Braxton en el estado estadounidense de Virginia Occidental. En el Censo de 2010 tenía una población de 510 habitantes y una densidad poblacional de 180,65 personas por km².

## Geografía
Burnsville se encuentra ubicado en las coordenadas 38°51′40″N 80°39′10″O / 38.86111, -80.65278. Según la Oficina del Censo de los Estados Unidos, Burnsville tiene una superficie total de 2.82 km², de la cual 2.74 km² corresponden a tierra firme y (3.03%) 0.09 km² es agua.

## Demografía
Según el censo de 2010, había 510 personas residiendo en Burnsville. La densidad de población era de 180,65 hab./km². De los 510 habitantes, Burnsville estaba compuesto por el 97.25% blancos, el 0% eran afroamericanos, el 1.18% eran amerindios, el 0% eran asiáticos, el 0.2% eran isleños del Pacífico, el 0% eran de otras razas y el 1.37% pertenecían a dos o más razas. Del total de la población el 1.18% eran hispanos o latinos de cualquier raza.